# Angoulême Charente Football Club
El Angoulême Charente Football Club és un club de futbol francès de la ciutat d'Angulema.

## Història
El club va ser fundat el 1920. Evolució del nom:
- 1920: SC Angoulême
- 1925: Association Sportive des Charentes
- 1947: Association Sportive d'Angoulême
- 1992: Association Sportive Angoulême Charente 92 (ASAC)
- 2005: Angoulême Charente Football Club